# Обстоятельства смерти
«Обстоятельства смерти» (тайск. พฤติการณ์ที่ตาย, RTGS. Phri Dti Gaan Thee Dtaai) — тайский телесериал 2020 года, снятый по роману «Обстоятельства смерти» (тайск. พฤติการณ์ที่ตาย) писателя Sammon.

## Сюжет
Доктор Баннакит (Пакорн Тханасриванитчаи) — судмедэксперт, который возвращается в родной провинциальный городок Виангпха Мок для работы в больнице. Однажды, занимаясь вскрытием тела своей подруги Джейн, умершей в результате повешения, он приходит к выводу, что это на самом деле было убийство. С этого момента доктор сам становится мишенью влиятельного человека. После сделанного заключения к нему в дом проникает неизвестный мужчина и угрожает ему, требуя изменить отчёт о вскрытии. Доктор Бан не воспринимает угрозу всерьёз, однако вскоре на него происходит нападение, а один из его друзей, прокурор Пыд (Патара Ексангкул), исчезает. Он начинает своё расследование, чтобы выяснить истину, но все улики приводят к тому, что главным подозреваемым становится местный учитель Тан (Наттапол Дилокнаварит). Однако Тан всё отрицает и вместо этого убеждает доктора Бана работать вместе, чтобы разобраться в этом деле и найти настоящего убийцу.

## В ролях

### В главных ролях
- Пакорн Тханасриванитчаи (Тул) — доктор Баннакит Сонгсакдина (Бан)
- Наттапол Дилокнаварит (Макс) — учитель Вирапонг Инкамвиенг (Тан)
- Сапол Ассавамунконг (Грет) — инспектор полиции Джирапат Понпрасерт (Эм)
- Патара Ексангкул (Фэй) — прокурор Сонгсак Савангкул (Пыд)
- Чонникан Нетюй (Мейко) — учитель Джейнджира Сукёд (Джейн)
- Нутвара Вонгвасана (Минт) — Рунгтива Сукёд (Рунг), сестра Джейн
- Наттапон Пибунтанакиет (Эмди) — доктор Пхумпат Бунчайсенг (Оат)
- Сурапхан Чаопакнам (Э) — Пор, брат Пыда
- Пудит Висетачит (Пу) — Тат, друг Сорна
- Детписит Тчаруконапиват (Паттер) — ученик Соравит Пичичай (Сорн)

## Производство
Все съёмки проходили в провинции Чиангмай.

## Восприятие
Лакорн с первого эпизода был тепло воспринят зрителями, а хештег сериала попал в тренды Twitter. Японский онлайн-кинотеатр Rakuten TV выкупил права для показа в своей стране, где сериал также получил положительные отзывы.